# 심야식당 (라디오 프로그램)
《심야식당》은 대한민국의 방송국인 한국방송공사의 라디오 채널 KBS 쿨FM(수도권 FM 89.1MHz)에서 새벽 2시부터 새벽 3시까지 방송하는 라디오 프로그램이다.

## 요일별 코너
월요일
- 아무 말 듣고 싶지 않은 너에게

화요일
- 고단한 내일을 준비하는 너에게

수요일
- 새벽에 일하고 있는 너에게

목요일
- 영국에 가고 싶은 너에게

금요일
- 술 마시고 택시를 탄 너에게

토요일
- 종현아랑아 편식해라디오 ‘편식 라디오’

일요일
- HISTORY 891

## 비고
- KBS 관악산 송신소 정기 점검 관계(정파)로 매달 넷째 수요일 새벽에는 방송되지 않았다.
- 가끔씩 발렌타인 초콜릿은 '개나 줘버려' 같은 특선을 제공한다.
- 제작, 녹음 등을 윤성현PD가 모두 맡은 바 있다. (2017년 2월 5일까지)
- 토요일에는 '일일찻집'으로 객원DJ가 진행을 하는데, 다시듣기는 이 방송분만 가능하다.
- 2015년 KBS 개편으로 다시 방송되기 시작했다. 그 이전에는 나얼의 음악세계가 방송되었다.

## 같이 보기
- KBS
- KBS 쿨FM